# Vattingen (Saltvik, Åland)
Vattingen är ett skär i Åland (Finland). Det ligger i Skärgårdshavet och i kommunen Saltvik i landskapet Åland, i den sydvästra delen av landet. Ön ligger omkring 37 kilometer norr om Mariehamn och omkring 270 kilometer väster om Helsingfors.
Öns area är 2,8 hektar och dess största längd är 270 meter i öst-västlig riktning. Trakten är glest befolkad. Närmaste större samhälle är Finström, 18,4 km söder om Vattingen.